# Янсен, Иоганн Петер Теодор
Иоганн Петер Теодор Янсен, или Янссен, прозванный Петером Янссеном Старшим (нем. Johann Peter Theodor Janssen; 12 декабря 1844, Дюссельдорф — 19 февраля 1908, Дюссельдорф) — немецкий живописец исторического жанра академического направления дюссельдорфской школы, художник-педагог, профессор и директор Дюссельдорфской Академии искусств.

## Жизнь и творчество
Иоганн Петер Теодор Янсен родился 12 декабря 1844 года в городе Дюссельдорфе в семье гравёра по меди Тамме Вейерта Теодора Янссена (1816—1894), соучредителя дюссельдорфского объединения художников «Малькастен» (Malkasten), и его жены Лауры (1822—1899), сестры художника Иоганна Петера Хазенклевера. У него было два брата: будущий архитектор Теодор (1846—1886) и Карл Янссен (1855—1927), который стал скульптором.

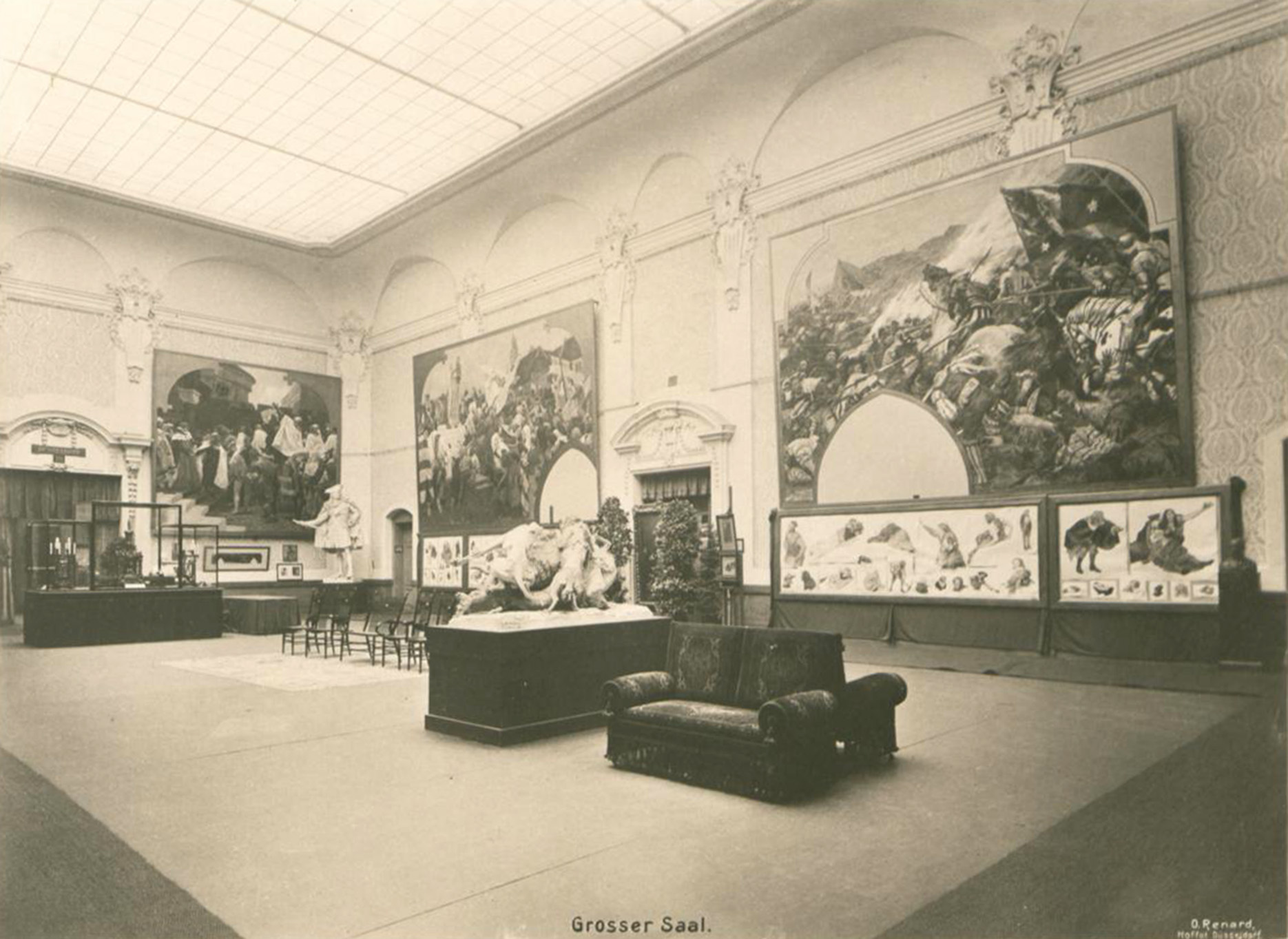
Немецкая национальная художественная выставка. Большой зал с картиной И.П. Янсена «Битва при Лауффене». Кунстпаласт, Дюссельдорф, 1902

В возрасте четырнадцати лет в 1859 году Янсен поступил в дюссельдорфскую Академию искусств. В академии он учился у Карла Фердинанда Зона и Эдуарда Бендеманна; другим учителем был «назареец» Карл Мюллер. Историческая живопись, которую Янсен изучал в академии, была вдохновлена творчеством самого знаменитого живописца-назарейца Петера фон Корнелиуса и Альфреда Ретеля. Студенческие годы Янссена были отмечены возросшим интересом «запоздалого романтизма» к национальным традициям, стремлением, которое он будет воплощать на протяжении всей своей жизни. После окончания обучения в 1864 году Янсен путешествовал по Голландии и Бельгии. В 1865 году он работал в Мюнхене и Дрездене.
5 сентября 1873 года Иоганн Петер женился на Констанце Готтшалк (1852—1931), женщине из еврейской семьи, от которой у него было четверо детей. Старший сын Петер стал медиком и был отцом художника Петера Янссена Младшего. Его сын Отто стал профессором философии в Мюнстере. Дочь Хедвиг († 5 ноября 1959 года в США) стала женой юриста и профессора университета Людвига Бира.
В 1877 году Янсен был назначен профессором Дюссельдорфской академии искусств, но не по классу исторической живописи, в которой он особенно отличился. С 1895 по 1908 год он был директором Дюссельдорфской академии.
В 1882 году Иоганн Петер Теодор Янсен завоевал золотую медаль на международной художественной выставке в Вене. В 1885 году Королевская академия искусств в Берлине назначила его своим членом. В 1893 году Янсен получил большую золотую медаль на Большой берлинской художественной выставке. В период с 1880 по 1896 год он совершил многочисленные поездки по Европе, в том числе в Италию.
Янссен был членом Дюссельдорфской масонской ложи «Трём союзникам» (Zu den drei Verbündeten).
Иоганн Петер Теодор Янсен скончался 19 февраля 1908 года в родном городе.

## Галерея

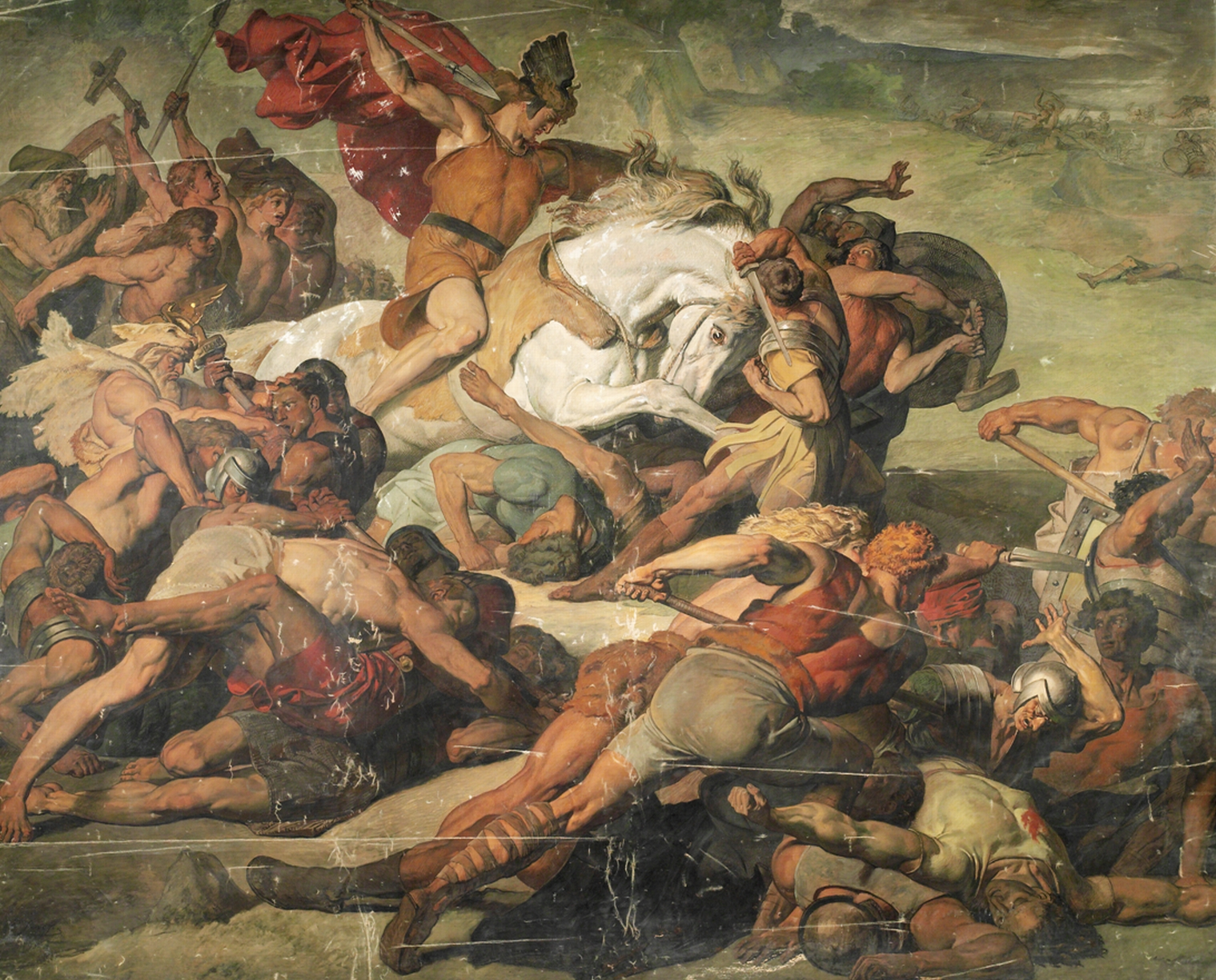
Победоносно наступающий Герман. Между 1870 и 1873. Музей искусств, Крефельд
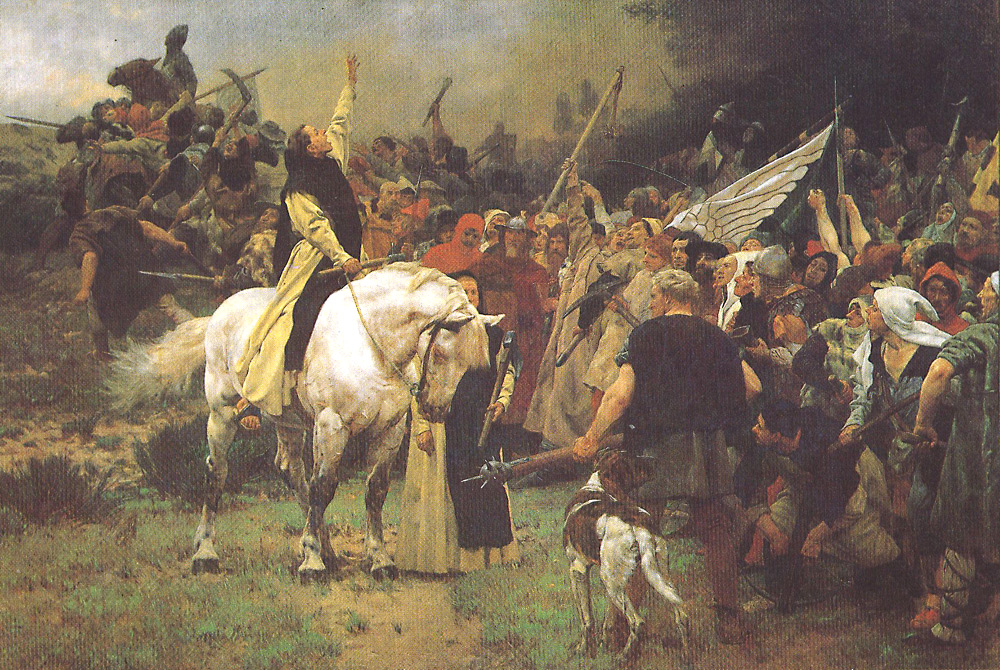
Битва при Воррингене 1288 года. Дюссельдорф получает права города. 1889. Городской музей, Дюссельдорф
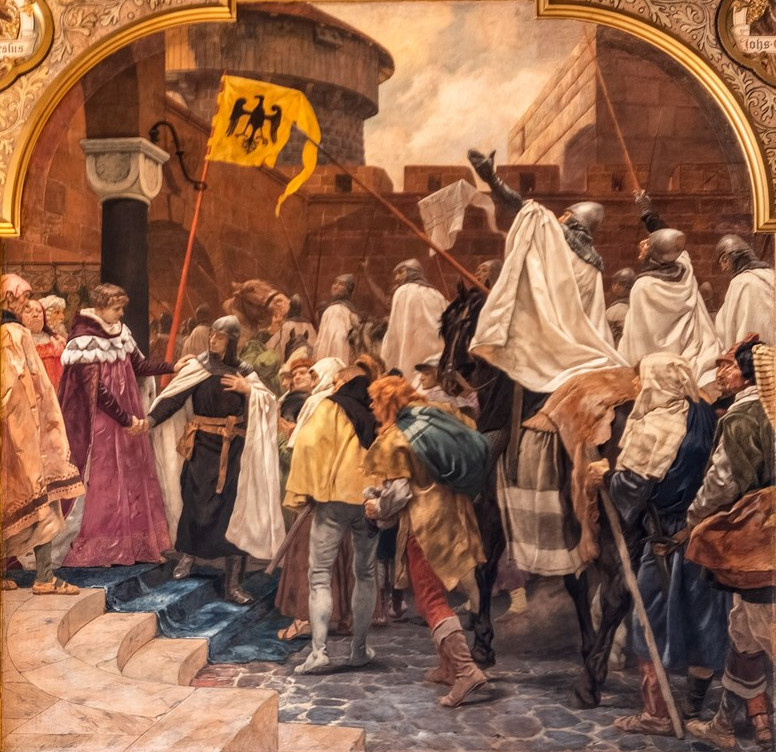
Император Фридрих II отпускает тевтонских рыцарей, идущих в Пруссию, 1236. Фреска. Старый зал Марбургского университета имени Филиппа
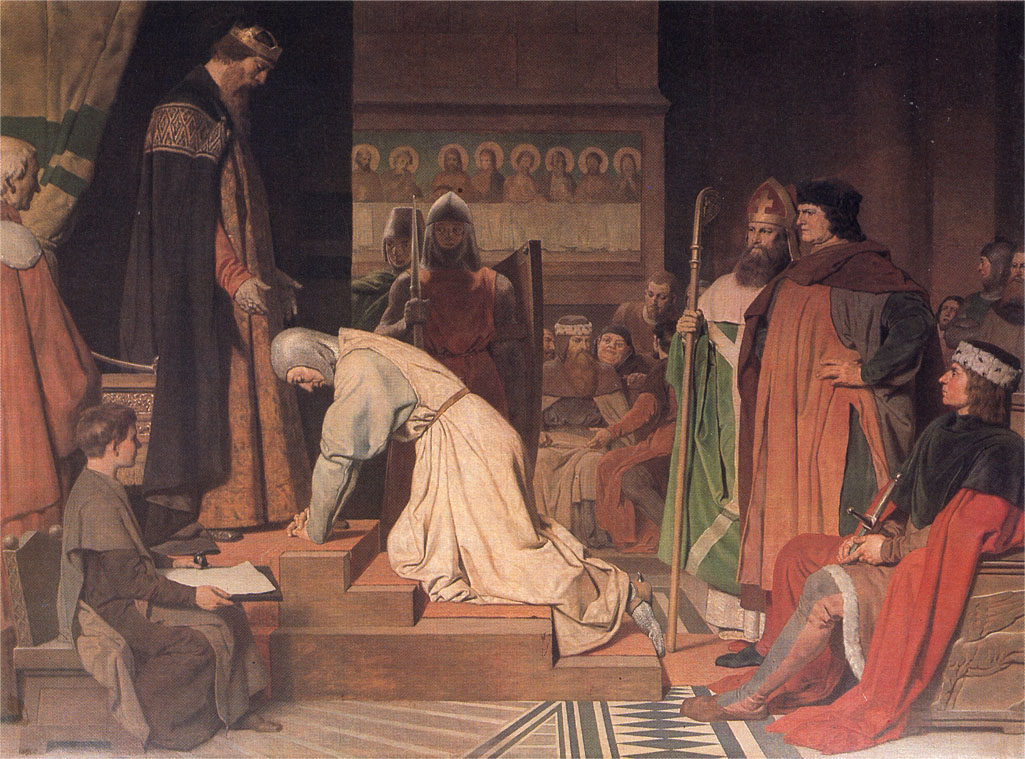
Покорность Генриха Льва императору Фридриху I Барбароссе в церкви Святого Петра в Эрфурте в 1181 году. 1882